# Бродерик, Джек
Джон Чарльз Джек Бродерик (англ. John Charles "Jack" Broderick; 5 июня 1877, Корнуолл, провинция Онтарио — 12 июля 1957) — канадский игрок в лакросс, играл за клуб города Корнуолл.
На летних Олимпийских играх 1908 года в Лондоне Бродерик участвовал в мужском турнире, в котором его сборная заняла первое место, выиграв в единственном матче у Великобритании.
Был сыном Джона Бродерика и Йоханы Бродерик (урожденной Флэнэген). Никогда не был женат. Похоронен на кладбище Сент-Колумбан в Корнуолле. В 1968 году был введен в Корнуолльский зал спортивной славы.